# Ribe Bryghus
Ribe Bryghus er et mikrobryggeri i byen Ribe. Bryggeriet laver ni slags øl året rundt og tre sæsonøl.

## Historie
Bryggeriet så dagens lys i 2006 og blev startet af Lars Nielsen, Mark Vind og Steen Sahl, der alle tre betegner deres involvering som en seriøs fritidsplan.
Opstarten skete i et gammelt autoværksted i baggården på Skolegade 4.
Bryggeriet fik hurtig lokal succes og i 2012 kunne man læse, at bryggeriet var landets mest rentable for andet år i træk. Og dette i en tid, hvor mange mikrobryggerier så dagens lys, men havde svært ved at tjene penge.
Med successen fulgte også behovet for større lokaler. I 2018 købte bryghuset den gamle remise på Seminarievej og gennem to år har lokale håndværkere sat remisen i stand og omdannet denne til et bryggeri.
I foråret 2020 blev dørene slået op til et opdateret bryggeri, med en lille café, hvor øllet kan nydes.

## Eksterne links
- Bryggeriets hjemmeside: ribebryghus.dk

55°19′50″N 8°46′20″Ø / 55.33059°N 8.77223°Ø